# Боланский проход
Боланский проход или Бола́нский перева́л (урду درّہ بولان‎, Болан; Пушту: د بولان درہ  , Дэ Болан Дара) — горный проход длиной около 100 км по долинам рек Болан и Ширинаб через Боланский перевал в пакистанском Белуджистане (округ Болан). Боланский проход пересекает хребет Центральный Брагуй на стыке Сулеймановых гор и гор Мекран, образован одноимённым перевалом (высотой 1792 м), долиной реки Болан и долиной одного из истоков реки Ширинаб. Боланский перевал открыт для движения с апреля по ноябрь. Через Боланский проход проложены железная дорога и шоссе N-65, ведущие из Суккура в Кветту и далее в Чаман на границе Афганистана. В районе округа Кила-Абдулла железная дорога проходит через тоннель Ходжак.
С военной точки зрения Боланский проход легкопроходим, но изобилует теснинами, которые очень удобны для создания препятствий и заграждений, причём обходных путей не имеется, а местность в окрестностях каменистая и безлесая. По всей протяжённости прохода протекает река Болан, которая подвержена внезапным паводкам, во время которых движение практически невозможно. Склоны речных долин высокие и на значительном протяжении обрывистые и крутые, дно прохода каменистое или песчано-галечниковое, ширина прохода от 0,5 до 3 км, абсолютные высоты 1100—1700 м.
Боланский проход является вторым наряду с Хайберским проходом историческим путём из Центральной Азии в Индию. О древней истории Боланского прохода свидетельствуют раскопки археологического объекта Хараппской цивилизации Пирак. Он неоднократно использовался англичанами для колониальных вторжений в Афганистан (1838—1842, 1878—1880, 1919). В 1941 году один из отрядов английских войск погиб в Боланском проходе во время паводка.